# (12472) Samadhi
(12472) Samadhi est un astéroïde de la ceinture principale.

## Description
(12472) Samadhi est un astéroïde de la ceinture principale. Il fut découvert le 3 février 1997 à Kitt Peak par le projet Spacewatch. Il présente une orbite caractérisée par un demi-grand axe de 2,39 UA, une excentricité de 0,13 et une inclinaison de 3,0° par rapport à l'écliptique.

## Compléments